# 茂福合戦
茂福合戦（もちふくがっせん）は、日本の伊勢国に行われた戦国時代の合戦。永禄年間（1560年）に同じ北勢四十八家である羽津城主の田原氏と茂福城主の朝倉氏が争い神戸氏の救援軍が富田浜に上陸して戦った。

## 概要
神戸氏が2000人の軍兵を兵船80艘に乗せて鈴鹿の長太ノ浦駅付近の長太ノ浦と伊勢若松駅付近の若松の浦から茂福城から富田浦の富田浜海水浴場と富田の一本松付近から攻撃して赤堀国虎も羽津城へ引き、白子、鹿伏兎勢も赤堀まで引いた戦いが茂福合戦である。伊勢軍記によると茂福合戦があり、羽津城の田原氏と茂福城の茂福氏の戦争で、鈴鹿郡の神戸氏勢の援護を受けた茂福氏が勝利したとされている合戦である。石碑が立てられており、碑文がある。

## 垂坂山攻防戦
1369年（正平24年）に美濃国の土岐頼康は足利義満の命令を受けて伊勢国に侵入したが、敗北した。そこで北畠顕泰は三重郡に数城（柿城・楠城）などを築き千種経顕を総大将として統治させた。しかし1372年（文中元年）に北朝側の仁木義長が大矢知城主南部頼勝に味方して、朝明郡水無瀬山に築城して北畠顕泰と対戦する事となった。茂福城主の朝倉下総守らは仁木氏と南部氏を攻撃したが、逆に茂福城が包囲されたため、北畠顕泰は2000余騎の援軍を差し向けて、垂坂山に布陣した。やがて垂坂山攻防戦が開始された。
激戦の末、仁木南部軍は500人の戦死者を出して、残兵は茂福勢、柿の沼木軍、下の山の見永軍に討伐された。 

## 茂福合戦
平維茂の末裔であった平氏の茂福城主の朝倉氏は足利尊氏に加勢した功労で茂福地域に居城を構えていた。
朝倉為豊の時代に神戸城主の神戸友盛と同盟を結び、鈴鹿郡の関氏の一族であった羽津城主の赤堀国虎と対立する事となった。これは神戸氏と関家の争いに起因するものであった。
神戸氏の神戸蔵人友盛の配下である茂福城主の朝倉盈豊は、南部治部少輔と協議して、八郷地域の萱生城、朝日地域の柿城に加勢を依頼した。大軍で篭城していたので羽津城主の田原国虎も短期間攻撃が堀付近で互いに鉄砲を射ち合った。白子城主の左衛門亮と鹿伏氏の兎豊前守は赤堀城で情報を聞き、楠の軍勢、赤堀の軍勢、中川原の軍勢、堀木の軍勢を合わせ1500人の騎兵で攻撃した。
北伊勢軍記の記述では「南部治部少輔の軍勢は300人で北村付近から天王林の背後を通過して、鵤付近から白子勢の背後へ廻った。白子勢は進撃できず、引き返して戦おうにも両方は深い田畑の田園地帯あり、広い土地に出撃する作戦を計画していたが軍勢は崩壊して、幣ヵ野まで退却した。
戦国時代の1560年（永禄3年）の茂福合戦があった時には、救援に富田浜に上陸した神戸氏軍による伊勢湾からの上陸作戦の際に富田の一本松が上陸をする目印となった。永禄2年に関氏が白子・鹿伏兎の軍を率いて北勢地域を制圧する報を聞いた関氏の一族の赤堀国虎は、先手必勝で茂福城を占領する作戦を断行した。茂福城の朝倉氏はいち早く侵攻を予測して、富田城主の南部頼武、萱生城主の春日部俊世、柿城主の沼木氏の援軍を得て防備を厳重に固めていた。茂福城の攻防戦は関氏の援軍が加勢して関氏の軍勢と赤堀氏の軍勢は1500余騎であったが、朝倉為豊は300余騎を引き連れて茂福城を脱出して、南富田地域の北村村と天王林地域を通り大矢知地域の鵤方面から背後を奇襲したので、関勢は志氏野へと後退した。後退した時に神戸友盛は2000余騎を80隻の船団に乗せて伊勢湾より富田六郷の東富田村周辺の富田浦（富田浜海水浴場）に上陸して泥だらけ土地帯を走って茂福城に入城した。伊勢湾から来た神戸の援軍を得た茂福城の朝倉氏と富田城の南部氏の軍勢は志氏野方面と羽津城を攻撃したので、攻撃を受けた関氏の軍勢は赤堀城で敗走した。関氏と赤堀氏の軍勢の茂福城の攻撃や阿倉川城や赤堀城でも激戦があった。
永禄2年（1559年）関城主の安芸守の関盛信は白子城主の左衛門亮に5百騎の軍勢を与え、赤堀城で結集して茂福城を攻撃する事となった。羽津城主である田原国虎は家臣の森氏　長松氏、岩田縫右衛門らを集めた。以下の理由で攻撃する事となった。
1. 自分は関氏の与力として赤堀家と同家の赤堀一族である。
2. 子左衛門亮や鹿伏兎豊前守の諸軍が北伊勢地域へ入るならば神戸与力の小城は北畠氏の幕下の者まで全部落城する。
3. 一つも城を攻めず、白子の軍勢と鹿伏兎の後陣にいるは問題であるから白子の軍勢と鹿伏兎の軍兵が来る前に茂福城を攻め落とす。夜間に兵を集めて未明に茂福城を攻撃した。